# Caragana ulicina
Caragana ulicina là một loài thực vật có hoa trong họ Đậu. Loài này được Stocks miêu tả khoa học đầu tiên.